# Bộ Chính trị Ban Chấp hành Trung ương Đảng Cộng sản toàn Liên bang khóa XVIII (1939–1952)
Bộ Chính trị Ban Chấp hành Trung ương Đảng Cộng sản toàn Liên bang khóa XVIII (1939–1952) được bầu tại Hội nghị Trung ương lần thứ nhất của Ban chấp hành Trung ương Đảng Cộng sản toàn Liên bang (Bolsheviks) khóa XVIII được tổ chức ngày 22/3/1939.

## Ủy viên chính thức
| Tên (sinh – mất)                | Bắt đầu   | Kết thúc   | Thời gian        | Chức vụ |
| ------------------------------- | --------- | ---------- | ---------------- | --- |
| Andrey Andreyev (1895–1971)     | 22/3/1939 | 16/10/1952 | 13 năm, 208 ngày | Trưởng ban Kiểm tra Trung ương Đảng Cộng sản Liên Xô (1939-1952) Chủ tịch Xô viết Liên bang (1938-1946) Phó Chủ tịch Hội đồng Bộ trưởng Liên Xô (1946-1953) Bí thư Trung ương Đảng (1935-1946) Ủy viên Nhân dân Bộ Dân ủy Nông nghiệp (1943-1946)                                                          |
| Kliment Voroshilov (1881–1969)  | 22/3/1939 | 16/10/1952 | 13 năm, 208 ngày | Ủy viên Nhân dân Bộ Dân ủy Quốc phòng (1925-1940) Tổng Tư lệnh chiến trường Tây-Bắc (1941) Chỉ huy Phương diện quân Leningrad (1941) Chủ tịch Ủy ban Đồng minh kiểm soát Hungary (1945-1947) Phó Chủ tịch Hội đồng Bộ trưởng (1946-1953)                                                                   |
| Andrei Zhdanov (1896–1948)      | 22/3/1939 | 31/8/1948  | 9 năm, 162 ngày  | Bí thư thứ nhất Thành ủy và Tỉnh ủy Leningrad (1934-1945) Bí thư Ban Bí thư Trung ương (1934-1948) Bí thư thứ nhất Thành ủy Leningrad (1934-1945) Chủ tịch Xô viết Tối cao Nga Xô (1938-1947) Trưởng ban Tuyên truyền và cổ động Trung ương (1939-1940) Chủ tịch Xô viết Liên bang (1946-1947)             |
| Lazar Kaganovich (1893–1991)    | 22/3/1939 | 16/10/1952 | 13 năm, 208 ngày | Ủy viên Nhân dân Bộ Dân ủy Công nghiệp dầu mỏ (1939-1940) Ủy viên Nhân dân Bộ Dân ủy Đường sắt (1943-1944) Bộ trưởng Bộ Công nghiệp và vật liệu xây dựng (1946-1947) Bí thư thứ nhất Đảng Cộng sản Ukraina (1947) Chủ tịch Ủy ban Nhà nước Vật chất và Kỹ thuật (1948-1952)                                |
| Mikhail Kalinin (1875–1946)     | 22/3/1939 | 3/6/1946   | 7 năm, 73 ngày   | Chủ tịch Đoàn Chủ tịch Xô viết Tối cao Liên Xô (1938-1946) |
| Anastas Mikoyan (1895–1978)     | 22/3/1939 | 16/10/1952 | 13 năm, 208 ngày | Ủy viên Nhân dân Bộ Dân ủy Ngoại thương (1938-1949) Phó Chủ tịch Hội đồng Bộ trưởng Liên Xô (1946-1953) |
| Vyacheslav Molotov (1890–1986)  | 22/3/1939 | 16/10/1952 | 13 năm, 208 ngày | Ủy viên Nhân dân Bộ Dân ủy Ngoại giao (1939-1946) Bộ trưởng Bộ Ngoại giao (1946-1949) Phó Chủ tịch thứ nhất Hội đồng Dân ủy Liên Xô(1942-1946) Phó Chủ tịch thứ nhất Hội đồng Bộ trưởng Liên Xô(1946-1957)                                                                                                 |
| Joseph Stalin (1878–1953)       | 22/3/1939 | 16/10/1952 | 13 năm, 208 ngày | Tổng Bí thư Đảng Cộng sản Liên Xô (1922-1953) Chủ tịch Ủy ban Quốc phòng Nhà nước (1941-1945) Chủ tịch Hội đồng Dân ủy Liên Xô (1941-1946) Ủy viên Nhân dân Bộ Dân ủy Quốc phòng (1941-1946) Ủy viên Nhân dân Bộ Dân ủy các lực lượng vũ trang (1946-1947) Chủ tịch Hội đồng Bộ trưởng Liên Xô (1946-1953) |
| Nikita Khrushchev (1894–1971)   | 22/3/1939 | 16/10/1952 | 13 năm, 208 ngày | Bí thư thứ nhất Tỉnh ủy Kiev (1938-1947) Bí thư thứ nhất Đảng Cộng sản Ukraina (1938-1947) Chủ tịch Hội đồng Bộ trưởng Ukraina Xô (1944-1947)(1947-1949) Bí thư thứ nhất Tỉnh ủy Moscow (1949-1953) |
| Georgy Malenkov (1902–1988)     | 18/3/1946 | 16/10/1952 | 6 năm, 212 ngày  | Phó Chủ tịch Hội đồng Bộ trưởng Liên Xô (1946-1953) |
| Nikolai Voznesensky (1903–1950) | 26/2/1947 | 7/3/1949   | 2 năm, 9 ngày    | Chủ nhiệm Ủy ban Kế hoạch Nhà nước (1942-1949) Phó Chủ tịch Hội đồng Bộ trưởng Liên Xô(1946-1949) |
| Nikolai Bulganin (1895–1975)    | 18/2/1948 | 16/10/1952 | 4 năm, 241 ngày  | Phó Chủ tịch thứ nhất Hội đồng Bộ trưởng (1950-1955) Bộ trưởng các lực lượng vũ trang Liên Xô (1947-1949) |
| Alexei Kosygin (1904–1980)      | 4/9/1948  | 16/10/1952 | 4 năm, 42 ngày   | Bộ trưởng Bộ Tài chính Liên Xô (1948) Bộ trưởng Bộ Công nghiệp nhẹ (1948-1953) |
| Lavrentiy Beria (1899–1953)     | 18/3/1946 | 16/10/1952 | 6 năm, 212 ngày  | Phó Chủ tịch Hội đồng Bộ trưởng Liên Xô (1946-1953) |

## Ủy viên dự khuyết
| Tên (sinh – mất)                  | Bắt đầu   | Kết thúc   | Thời gian        | Chức vụ |
| --------------------------------- | --------- | ---------- | ---------------- | --- |
| Lavrentiy Beria (1899–1953)       | 22/3/1939 | 18/3/1946  | 6 năm, 361 ngày  | Ủy viên Nhân dân Bộ Dân ủy Nội vụ (1938-1945) Phó Chủ tịch Ủy ban Quốc phòng Nhà nước (1944-1945)                                                                                  |
| Nikolay Shvernik (1888–1970)      | 22/3/1939 | 16/10/1952 | 13 năm, 208 ngày | Chủ tịch Hội đồng Dân tộc Xô viết Tối cao Liên Xô (1938-1944) Chủ tịch Đoàn Chủ tịch Xô viết Tối cao Nga Xô (1944-1946) Chủ tịch Đoàn Chủ tịch Xô viết Tối cao Liên Xô (1946-1953) |
| Nikolai Voznesensky (1903–1950)   | 21/2/1941 | 26/2/1947  | 6 năm, 5 ngày    | Chủ nhiệm Ủy ban Kế hoạch Nhà nước (1942-1949) Phó Chủ tịch Hội đồng Bộ trưởng Liên Xô(1946-1949) Thành viên chính thức Bộ Chính trị (1947)                                        |
| Georgy Malenkov (1902–1988)       | 21/2/1941 | 18/3/1946  | 5 năm, 25 ngày   | Phó Chủ tịch Hội đồng Dân ủy Liên Xô (1944-1946) Thành viên Ủy ban Quốc phòng Nhà nước (1941-1945) Thành viên chính thức Bộ Chính trị (1946)                                       |
| Alexander Shcherbakov (1901–1945) | 21/2/1941 | 10/5/1945  | 4 năm, 78 ngày   | Bí thư thứ nhất Tỉnh ủy và Thành ủy Moscow (1938-1945) |
| Nikolai Bulganin (1895–1975)      | 18/3/1946 | 18/2/1948  | 1 năm, 337 ngày  | Phó Chủ tịch thứ nhất Hội đồng Bộ trưởng (1950-1955) Bộ trưởng các lực lượng vũ trang Liên Xô (1947-1949) Thành viên chính thức Bộ Chính trị (1948)                                |
| Alexei Kosygin (1904–1980)        | 18/3/1946 | 4/9/1948   | 2 năm, 170 ngày  | Chủ tịch Hội đồng Dân ủy Nga Xô (1943-1946) Chủ tịch Hội đồng Bộ trưởng Nga Xô (1946) Bộ trưởng Bộ Tài chính Liên Xô (1948) Thành viên chính thức Bộ Chính trị (1948)              |